# Museo de Ostrobotnia del Norte
El museo de Ostrobotnia del Norte (Pohjois-Pohjanmaan museo en finés) se fundó en 1896 gracias a la "Sociedad del Museo" que lo donó a la ciudad de Oulu en 1969. 
Este museo muestra la historia y cultura de la ciudad de Oulu y de la región de Ostrobotnia del Norte (Finlandia), y se encuentra situado en el parque Ainola. El edificio fue diseñado por el arquitecto Oiva Kallio y se terminó en 1931. 

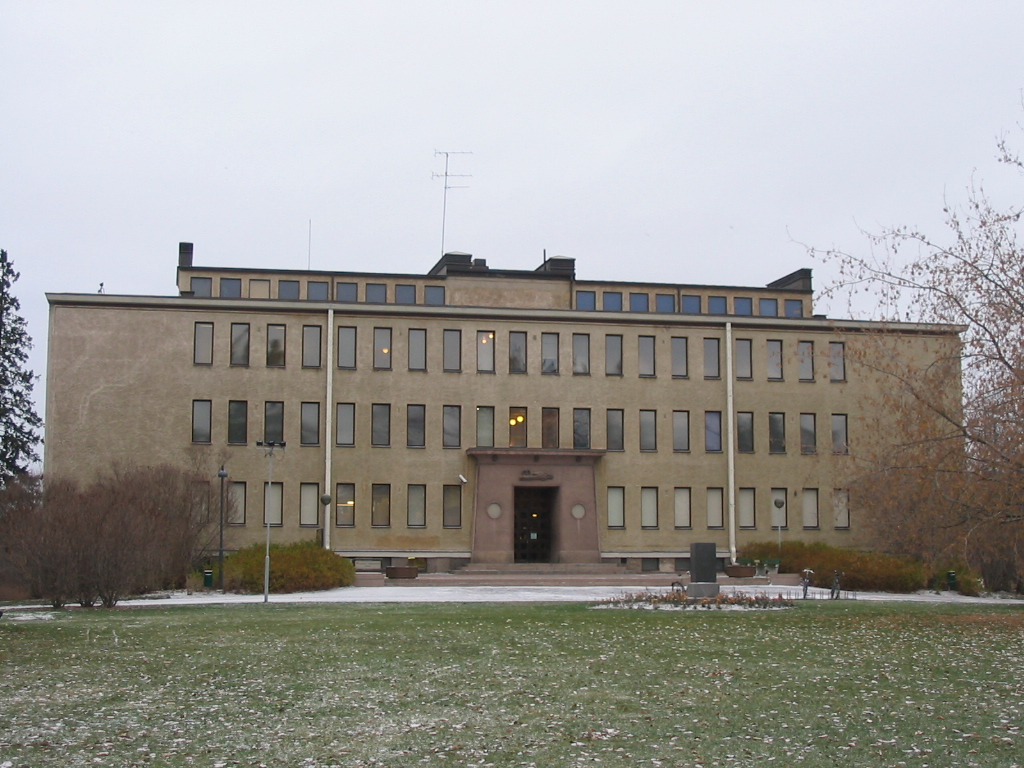
Museo de Ostrobotnia del Norte 2005.

El museo cierra los lunes.